# 鎌倉山

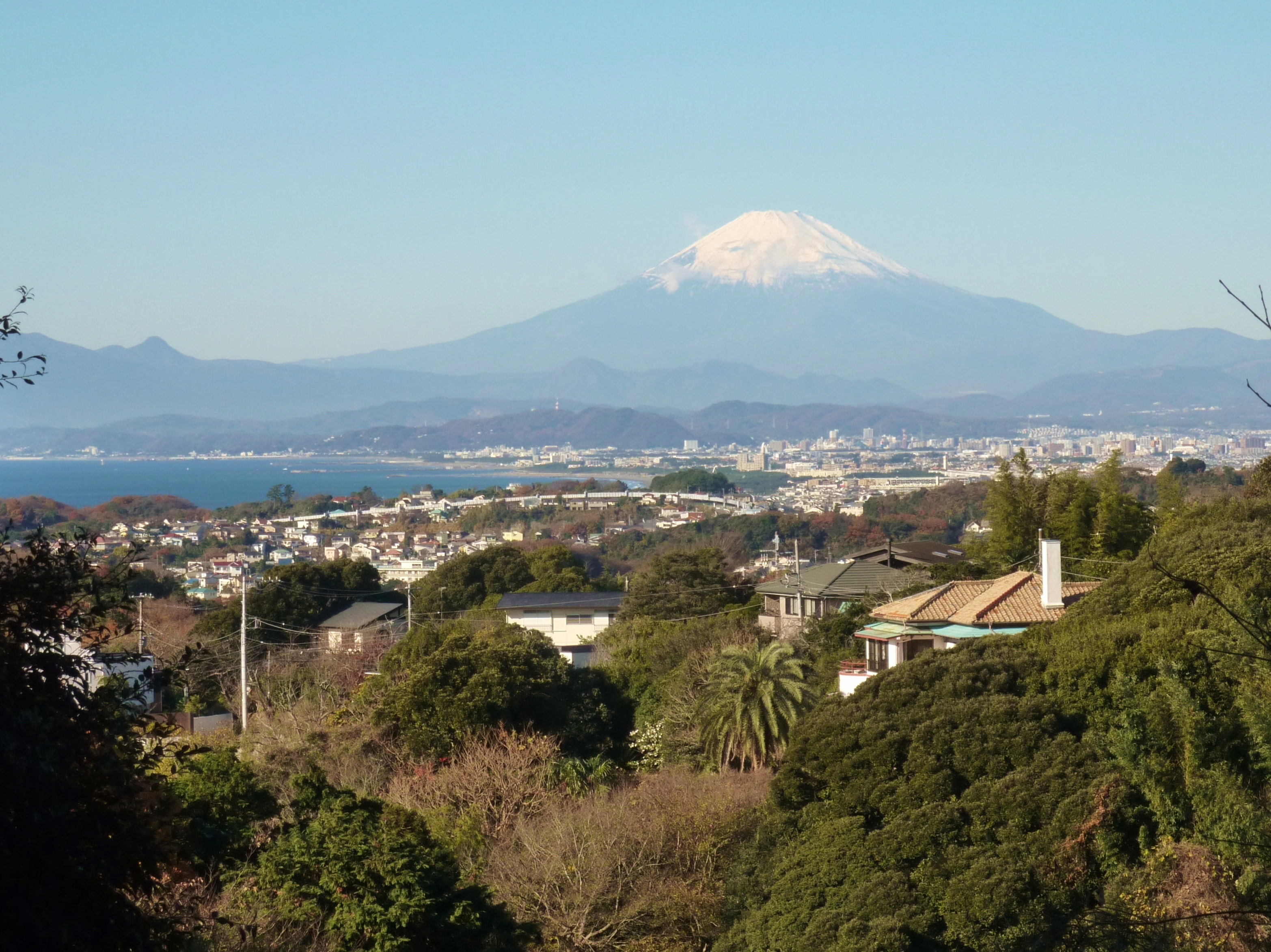
山頂付近から見た富士山方面の眺め

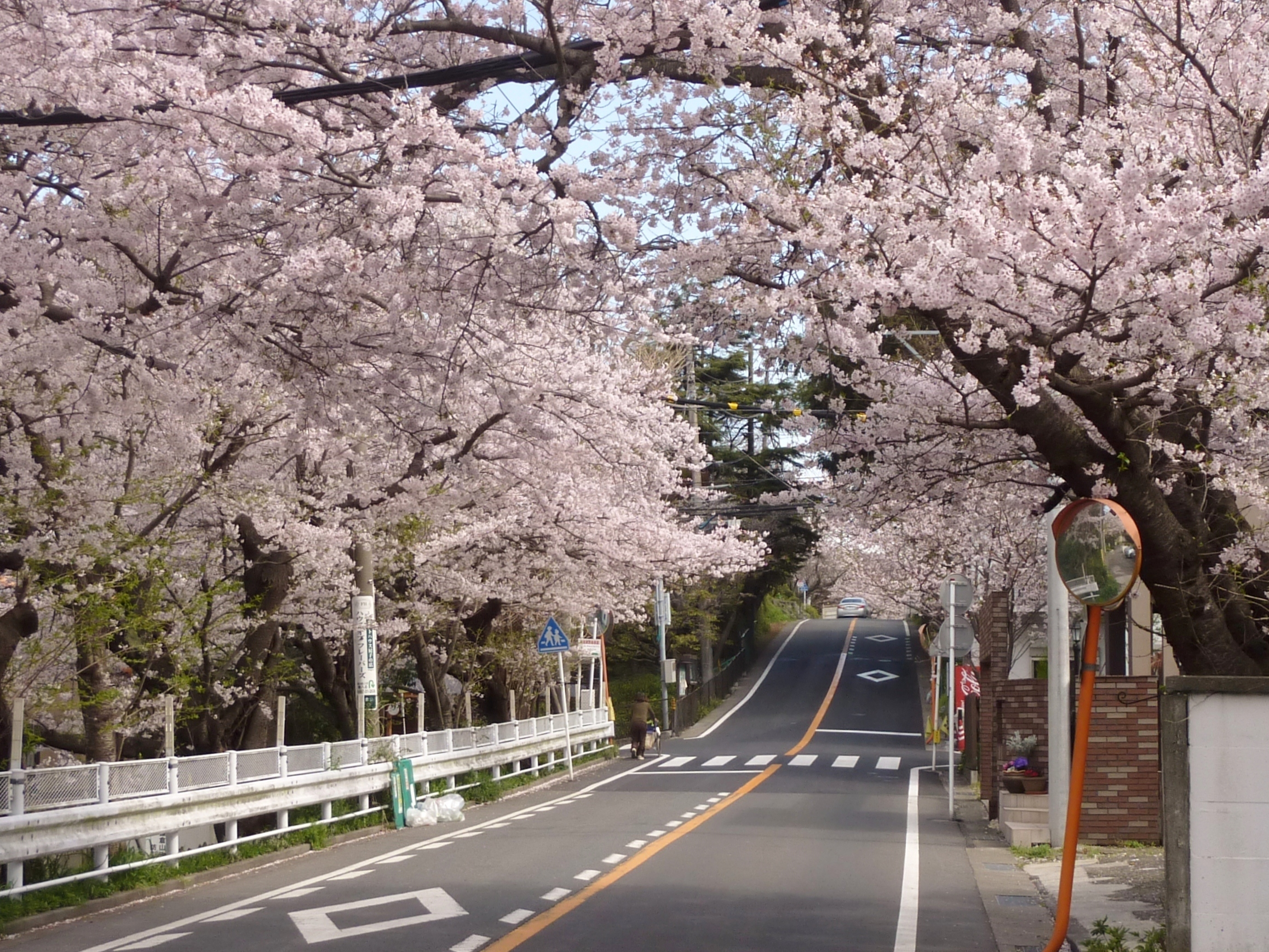
鎌倉山の桜並木

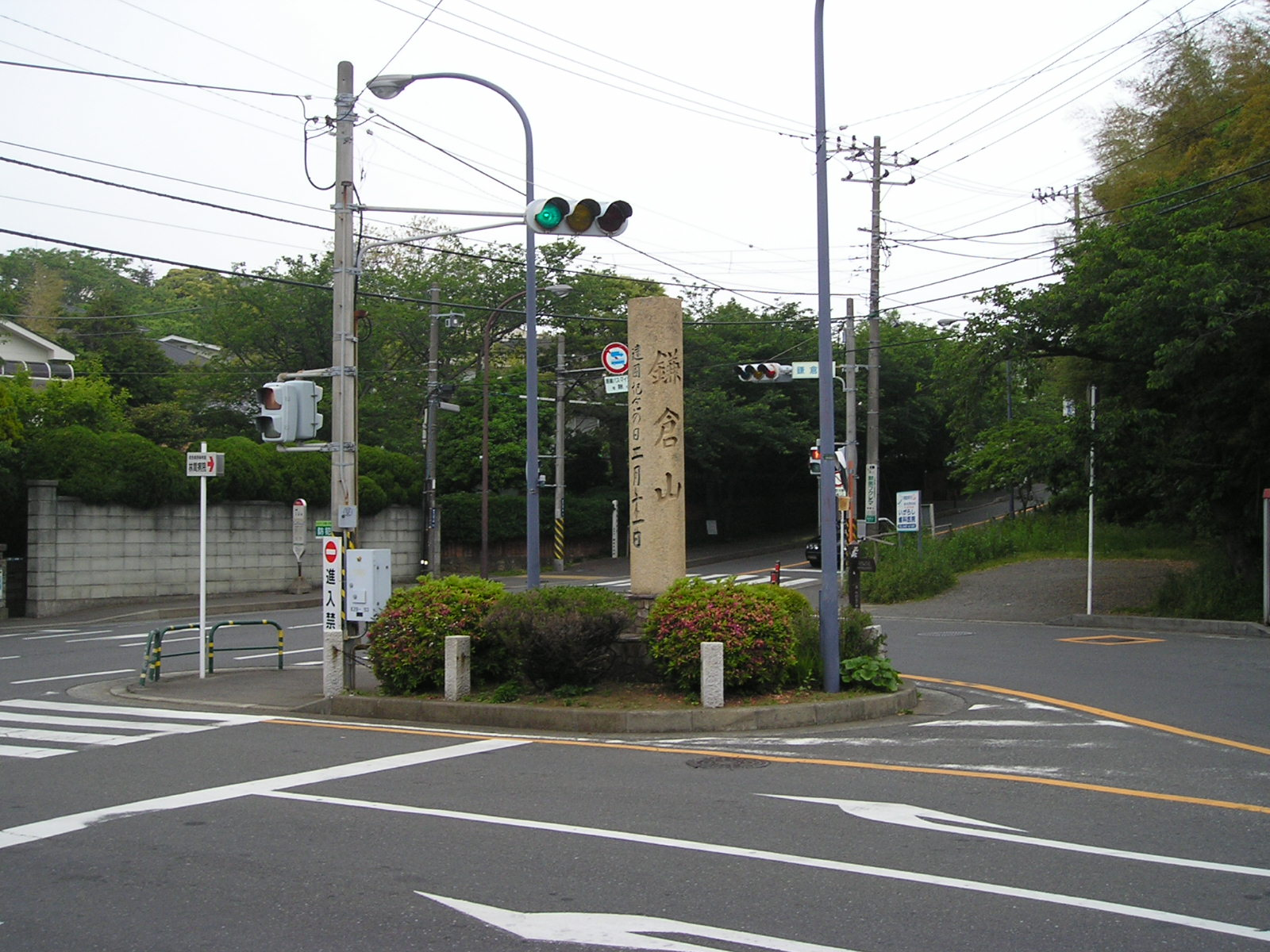
鎌倉山ロータリー

鎌倉山（かまくらやま）は、神奈川県鎌倉市深沢地域にある大字。一帯は高級住宅街として知られている。現行行政地名は鎌倉山一丁目から鎌倉山四丁目。住居表示実施済み区域。

## 地理
鎌倉市西部に位置する。北は笛田、西は手広・腰越・津、南は七里ヶ浜・稲村ヶ崎、東は極楽寺と接する。山という地名がつけられているが、標高100m程度の丘陵である。ほぼ全域が山林となっているが、道路沿いを中心に住宅が点在している。鎌倉山内の主要な道路には多数の桜（ソメイヨシノ）が植えられている。桜の開花シーズンともなると、桜を見に来るハイキング客でにぎわうようになる。
また鎌倉山神社がある山頂付近からは、七里ヶ浜の海、江の島、富士山、逗子マリーナや三浦アルプスなどを見渡すこともできる。このあたりからは、極楽寺方面と稲村ガ崎へ抜ける山道も存在し、以前は鎌倉から手広方面へ抜ける近道としても重用されていたが、昭和30年代頃に周辺の交通路が整備された事によって使われなくなり、現在は廃れている(通行は可能)。
鎌倉山には国道・県道は通っておらず、市道大船西鎌倉線（旧京浜急行自動車専用道）と、神奈川県道32号藤沢鎌倉線常磐口交差点より笛田を経由して市道大船・西鎌倉線へ合流する約3kmほどの市道（さくら道）が主要な道路となっている。市道大船・西鎌倉線とさくら道との交点北緯35度19分23.8秒 東経139度30分48.2秒 / 北緯35.323278度 東経139.513389度には「鎌倉山ロータリー」と呼ばれるロータリー交差点が設置されている。

### 地価
住宅地の地価は、2023年（令和5年）1月1日の公示地価によれば、鎌倉山3-16-24の地点で16万6000円/m2となっている。

## 歴史
鎌倉山という名前がみえる最も古い史料は万葉集に収録された歌とされている。その後も平安時代・鎌倉時代にかけて「鎌倉山」という名称が様々な史料に登場するが、これらの鎌倉山はあくまでも「鎌倉の山」という意味で使われており特定の山を指す物ではない。
この地を限定して「鎌倉山」と呼ぶようになるのは昭和初期、実業家の菅原通濟が深沢村（現：鎌倉市深沢地域）裏の丘陵を「鎌倉山」となづけ別荘地として開拓して以降の事である。1926年（大正15年）に「大船-江の島自動車専用道路」建設が政府から許可されると、菅原らを役員に日本自動車道株式会社が設立され、副業として沿線地の開発が始められた。菅原がドイツ人の貿易商クルト・マイスナーからこの丘陵からの景観がいいことを教えられ、別荘地開発に着手、1929年（昭和4年）に分譲が開始された。当時の大字としては笛田および腰越・津に跨る地域である。
電線の地中化など高価格となるような施設工事は行われること無く、坪単価は安かったが、分譲にあたっては「大船～鎌倉山～江ノ島間を結ぶ自動車専用有料道路による東京への好アクセス」、「上水道・電気・電話完備」など便利さを強調し、さらに最低分譲区画を500坪とし、「高級別荘地」である事をアピールした。
こうした高級感を強調した売り込みが功を奏し、近衛文麿、徳川家達、三土忠造、大倉喜八郎、末山熊次郎（秩父鉄道社長）、高西淑次（三井物産参事）、森恪、市村羽左衛門 (15代目)、松本幸四郎 (7代目)、藤原義江など政財界・芸能界の著名人の一部が第一回分譲組として別荘を買い求め、軽井沢などと同様の賑わいを見せた。しかし、彼らは別荘地を所有する「鎌倉山住宅株式会社」の株主であり、それ以外の一般の分譲販売はまったく振るわず、ほどなくして同社は倒産、負債整理のため箱根土地株式会社から西武へと転売された。戦後、別荘の多くが進駐軍に接収されてさびれたが、高度成長期以降に住宅地として再開発された。
1985年には笛田、腰越・津から分離し、鎌倉山一～四丁目として住居表示を実施した。

## 世帯数と人口
2023年（令和5年）9月1日現在（鎌倉市発表）の世帯数と人口は以下の通りである。
| 丁目       | 世帯数  | 人口    |
| ---------- | ------- | ------- |
| 鎌倉一丁目 | 218世帯 | 514人   |
| 鎌倉二丁目 | 244世帯 | 554人   |
| 鎌倉三丁目 | 286世帯 | 632人   |
| 鎌倉四丁目 | 132世帯 | 350人   |
| 計         | 880世帯 | 2,050人 |

### 人口の変遷
国勢調査による人口の推移。
| 年                 | 人口  |
| ------------------ | ----- |
| 1995年（平成7年）  | 1,777 |
| 2000年（平成12年） | 1,916 |
| 2005年（平成17年） | 2,040 |
| 2010年（平成22年） | 2,114 |
| 2015年（平成27年） | 2,090 |
| 2020年（令和2年）  | 2,054 |

### 世帯数の変遷
国勢調査による世帯数の推移。
| 年                 | 世帯数 |
| ------------------ | ------ |
| 1995年（平成7年）  | 647    |
| 2000年（平成12年） | 746    |
| 2005年（平成17年） | 803    |
| 2010年（平成22年） | 852    |
| 2015年（平成27年） | 844    |
| 2020年（令和2年）  | 856    |

## 学区
市立小・中学校に通う場合、学区は以下の通りとなる（2017年7月時点）。
| 丁目         | 番地                                                          | 小学校                 | 中学校             |
| ------------ | ------------------------------------------------------------- | ---------------------- | ------------------ |
| 鎌倉山一丁目 | 1番1号、22番                                                  | 鎌倉市立深沢小学校     | 鎌倉市立深沢中学校 |
| 鎌倉山一丁目 | 1番2号～21番、23～28番                                        | 鎌倉市立西鎌倉小学校   | 鎌倉市立手広中学校 |
| 鎌倉山二丁目 | 1～21番、22番1～35号 23番、24番1～19号 26番14～18号、27〜28番 | 鎌倉市立西鎌倉小学校   | 鎌倉市立手広中学校 |
| 鎌倉山二丁目 | 22番52～64号・74号 24番20～25号、25番 26番1～13号             | 鎌倉市立七里ガ浜小学校 | 鎌倉市立腰越中学校 |
| 鎌倉山三丁目 | 全域                                                          | 鎌倉市立西鎌倉小学校   | 鎌倉市立手広中学校 |
| 鎌倉山四丁目 | 全域                                                          | 鎌倉市立西鎌倉小学校   | 鎌倉市立手広中学校 |

## 事業所
2021年（令和3年）現在の経済センサス調査による事業所数と従業員数は以下の通りである。
| 丁目       | 事業所数 | 従業員数 |
| ---------- | -------- | -------- |
| 鎌倉一丁目 | 17事業所 | 187人    |
| 鎌倉二丁目 | 23事業所 | 71人     |
| 鎌倉三丁目 | 24事業所 | 129人    |
| 鎌倉四丁目 | 18事業所 | 84人     |
| 計         | 82事業所 | 471人    |

### 事業者数の変遷
経済センサスによる事業所数の推移。
| 年                 | 事業者数 |
| ------------------ | -------- |
| 2016年（平成28年） | 70       |
| 2021年（令和3年）  | 82       |

### 従業員数の変遷
経済センサスによる従業員数の推移。
| 年                 | 従業員数 |
| ------------------ | -------- |
| 2016年（平成28年） | 472      |
| 2021年（令和3年）  | 471      |

## 交通
鎌倉山ロータリー付近の鎌倉山バス停より鎌倉駅方面・大船駅方面・江ノ島方面へ向かう京浜急行バスがでている。また、付近を湘南モノレールが走行している。建設にあたっては鎌倉山付近を経由する予定だったが、当時の付近住民の反対によりトンネル通過になり鎌倉山エリアに駅はない。最寄りの駅は西鎌倉駅になる。
- 鎌倉山を通るバス路線
  - 船4 大船駅～富士見町～深沢～鎌倉山
  - 船5 大船駅～富士見町～深沢～鎌倉山～諏訪ヶ谷～津村～大船駅 （「諏訪ヶ谷循環」）
  - 船6 大船駅～富士見町～深沢～鎌倉山～津村～片瀬山入口～目白山～江ノ島
  - 鎌4 鎌倉駅～長谷観音～大仏前～笛田～鎌倉山
  - 鎌5 鎌倉駅～長谷観音～大仏前～笛田～鎌倉山～津村～諏訪ヶ谷～鎌倉駅（循環）
  - 鎌6 鎌倉駅～長谷観音～大仏前～笛田～鎌倉山～津村～諏訪ヶ谷～江ノ島

## 史跡・施設
鎌倉山ロータリー
鎌倉山3丁目にあるロータリー交差点。菅原通済はここを鎌倉山開拓の起点として位置づけ、笛田方面に別荘地を切り開いていった。ロータリー部に建つ石柱は関東大震災で倒壊した鶴岡八幡宮の鳥居の柱を流用した物である。なおこの石柱は昭和44年（1968年）に通済が堤義明を介し入手した物で、正面には望月圭介揮毫により「鎌倉山」と彫られ、側面には「建国記念の日二月十一日」と刻まれている。
棟方志功板画美術館
棟方志功が自らのアトリエ跡を昭和49年（1974年）に「棟方板画館」として公開したもの。志功の死後も現在の名前に改名。多くの棟方志功作品が公開されていたが管理していた遺族の高齢化などを理由に2010年に休館（事実上の閉館）。所蔵作品は青森の棟方志功記念館へと移されることになった。
檑亭
別荘分譲開始と共に建てられた別荘だったが、昭和44年（1969年）に料亭となった。山門は鎌倉市西御門にあった寿延山高松寺で寛永19年（1642年）に建立された物を、建物は横浜市戸塚区にあった江戸時代の養蜂農家猪熊家の旧宅をそれぞれ別荘建築の際に移築し、店舗用に改装したものである。また建物内部には明治初期に輸入されたシャンデリアや、日本で初めて生産されたステンドグラスなどが今でも使われている。なお、店名の由来は、当地がすりこぎ（檑）に適した山椒の木が多かったためという。
2003年に鎌倉市の「景観重要建築物」に指定された。
山椒洞（現存せず）
最末期は檑亭の別館となっていた。こちらも元は別荘で昭和8年（1933年）に時の司法大臣岩田宙造が建てた物である。また岩田宙造のあとには女優の田中絹代が居を構えた。こちらも鎌倉市の「景観重要建築物」に指定（檑亭と同一の指定番号）されていたが、檑亭から所有者が移転したため2007年に指定変更（山椒洞を抹消）が行われ、同年に解体撤去された。なお、2008年2月発売の週刊文春や2010年2月発売の日刊ゲンダイの記事によると解体・撤去して跡地利用したのはみのもんたであった。一方、檑亭関係者の話では、檑亭がみのに売った土地は山椒洞の庭園部分であり、建物取り壊しは檑亭の経営的理由という。みのもんたと同夫人(御法川 靖子)が主導して取り壊したわけではない。
爆弾三勇士表勲碑
爆弾三勇士を称えた石柱で、昭和8年（1933年）7月に建てられた。「巍巍赫赫 爆弾三勇士表勲碑」という碑文は時の陸軍大臣荒木貞夫の揮毫によるもので、もとは京急バス住吉駅付近にあった交訽閣の敷地内にあった。太平洋戦争終戦後、GHQによって石碑を撤去される事を恐れた実業家、阿部義次が自らの所有する敷地（現在の鎌倉山神社近辺）に移設した。

## その他

### 日本郵便
- 郵便番号 : 248-0031[3]（集配局 : 鎌倉郵便局[20]）。